# Кавалерские дома (Пушкин)
Кавале́рские дома — комплекс исторических зданий в Пушкине. Построены в 1752—1753 гг. Объект культурного наследия федерального значения. Расположены на Садовой улице, дома 4, 6, 10, 12.

## История
Дома были запланированы в рамках проекта расчистки прилегающей к дворцу территории от строений, не соответствующих статусу императорской резиденции, и застройкой её по образцовым проектам. В 1748 году императрица Елизавета распорядилась на месте снесённых «приказчиковых хором» построить 4 каменных и 1 деревянный дом для управителя и для «кавалеров», приезжающих в Царское Село. Распоряжением от 29 сентября 1748 года это было поручено архитектору С. И. Чевакинскому. Одноэтажные дома с мезонинами в барочном стиле были построены в 1752—1753 гг. В 1784 году они были расширены архитектором И. В. Нееловым, надстроившим мезонины до полноценного второго этажа с сохранением общего стиля. В дальнейшем дома перестраивались по-разному. В наибольшей степени облик XVIII века сохранили дома 10 и 12.

## Архитектура
Дома близки к типичным для городской застройки Петербурга 40-50-х годов XVIII века. Рустованные лопатки выделяют углы и центральные части фасада. Наличники барочных и вместе с тем строгих форм с декоративными замковыми окнами обрамляют окна обоих этажей. Этажи отделены широкой профилированной тягой.
Дома 6, 10 и 12 были перестроены в 1784 году с сохранением барочных деталей фасадов.

## Список домов
- Дом 4 — первоначально Прачечный дом, позже известный как дом директора Лицея и дом Энгельгардта. При перестройке 1811—1816 гг. по проекту В. П. Стасова первоначальный декор утрачен, дом приобрёл большие размеры, стал Г-образным в плане. В доме жили директора Царскосельского лицея В. М. Малиновский и Е. А. Энгельгардт. Последний украсил подъезд символом Лицея — лирой с совой, ветвями дуба и лавра[2].

 Объект культурного наследия народов РФ федерального значения. Рег. № 781620992730006 (ЕГРОКН). Объект № 7810476000 (БД Викигида)
- Дом 6 — Гофмаршальский дом. В доме первоначально проживали обер-гофмаршал и гофмаршал двора императрицы Елизаветы. Позднее был расширен почти вдвое, получив вместо семи тринадцать осей по лицевому фасаду[4]. В XIX веке дом был местом проживания коменданта дворцовых зданий Царского Села[2]

 Объект культурного наследия народов РФ федерального значения. Рег. № 781620574690006 (ЕГРОКН). Объект № 7810477000 (БД Викигида)
- Дом 10 — Кабинетский дом. В начале XIX века в нём размещалась канцелярия Главноуправляющего Царским Селом, Петергофом и Гатчиной. В середине XIX века в нём проживал унтер-шталмейстер[2]. Был надстроен на этаж[4].

 Объект культурного наследия народов РФ федерального значения. Рег. № 781610574700006 (ЕГРОКН). Объект № 7810479000 (БД Викигида)
- Дом 12 — Штаб-лекарский дом, позже известный как Карамзинский дом. С 1816 года в нём жил историограф Н. М. Карамзин. В этом доме с ним встречался А. С. Пушкин, в нём же он познакомился и сблизился с часто его посещавшими В. А. Жуковским, А. И. Тургеневым, П. А. Вяземским, П. Я. Чаадаевым[2][5]. Был надстроен на этаж[4].

 Объект культурного наследия народов РФ федерального значения. Рег. № 781610574720006 (ЕГРОКН). Объект № 7810480000 (БД Викигида)